# Сутченко Руслан Олегович
Руслан Олегович Сутченко (нар. 1 лютого 1997) — український футболіст, захисник «Черкаського Дніпра».

## Життєпис
Вихованець ДЮСШ «Юність» (Чернігів) та ФК «Борзна». Дорослу футбольну кар'єру розпочав у 2014 році виступами за ФК «Борзна» в чемпіонаті Чернігівської області. З 2015 по 2017 роки виступав у клубі «Локомотив» (Кролевець), а потім — у «Атлеті» (Київ)
У середині липня 2017 року перейшов до першолігового «Черкаського Дніпра». Дебютував у складі черкаського клубу 15 липня 2017 року в переможному (3:2) домашньому матчі 1-го туру проти МФК «Кременя». Руслан вийшов на поле в стартовому складі та відіграв увесь матч.